# 임규호의 저녁N
임규호의 저녁N은 MBC충북 표준FM에서 평일 저녁 6시 5분부터 저녁 8시까지 방송되었던 충북 지역의 퇴근길 라디오 시사 프로그램이다. 2022년 12월 30일 자로 3년만에 폐지되었다.

## 진행자
- 임규호 (남) MBC충북 DJ

## 주파수 안내
- 청주, 세종, 천안, 진천, 증평 107.1㎒
- 보은, 옥천, 영동, 충주, 음성, 괴산 96.1㎒, 96.3㎒
- 제천 94.7㎒
- 단양 94.1㎒

## 같이 보기
- MBC충북
- MBC 표준FM
- 표창원의 뉴스 하이킥